# نيلز ميتمان
نيلز ميتمان (بالألمانية: Nils Mittmann) مواليد 10 أبريل 1979 في براونشفايغ، ألمانيا الغربية، هو لاعب كرة سلة ألماني. بدأ مسيرته الاحترافية في سنة 1998. يبلغ طوله 6 قدم 7 بوصة (2.0 م).

## المسيرة الاحترافية
لعب مع نادي براونشفايغ لكرة السلة من سنة 1998 إلى 2000، ثم لعب مع نادي لوفين براونشفايغ لكرة السلة في موسم 2000–2001، ثم لعب مع راتيوفارم أولم في الدوري الألماني من سنة 2001 إلى 2003، ثم لعب مع نيكار ريزن لودفيغسبورغ من سنة 2005 إلى 2008، ثم لعب مع نادي لوفين براونشفايغ لكرة السلة من سنة 2008 إلى 2013، ثم لعب مع تايغرز توبينغن في الدوري الألماني في موسم 2013–2014.

## روابط خارجية
- نيلز ميتمان على موقع الدوري الأوروبي لكرة السلة (الإنجليزية)
- نيلز ميتمان على موقع كرة السلة الأوروبية.كوم (الإنجليزية)
- نيلز ميتمان على موقع ريلجم (الإنجليزية)
- نيلز ميتمان على موقع بروبوليرز (الإنجليزية)
- نيلز ميتمان على موقع سبورتس رفرنس (الإنجليزية)